# Царство русского медведя
«Ца́рство ру́сского медве́дя» (англ. BBC: Realms of the Russian Bear) — документальный фильм, известный сериал BBC, который наиболее полно представляет многообразие и своеобразную уникальность природы России и СНГ, создавался более трёх лет. В фильме в роли ведущего снимался известный русский учёный-натуралист Николай Николаевич Дроздов. Оригинал сериала озвучен Дроздовым по-английски, он же выполнил русский профессиональный одноголосый перевод. Премьера документального сериала состоялась 15 ноября 1992 года. Фильм был оценён мировым сообществом, а Николай Дроздов был удостоен премии «Золотая панда» (своеобразный «Зелёный Оскар»).

## 1-я серия «Зелёная жемчужина Каспия (англ.Green Jewel of the Caspian)»
«Зелёная жемчу́жина Ка́спия  (англ. Green Jewel of the Caspian)» — территория СНГ занимает 1/6 часть суши нашей планеты и, пересекаемая одиннадцатью часовыми поясами, охватывает практически половину земного шара. На севере эта гигантская территория омывается водами Северного Ледовитого океана, на юге к ней примыкает самое обширное озеро в мире Каспийское море. В этом выпуске показана природная красота водно-болотных угодий, окружающих Каспийское море.

## 2-я серия «Небесные горы (англ.The Celestial Mountains)»

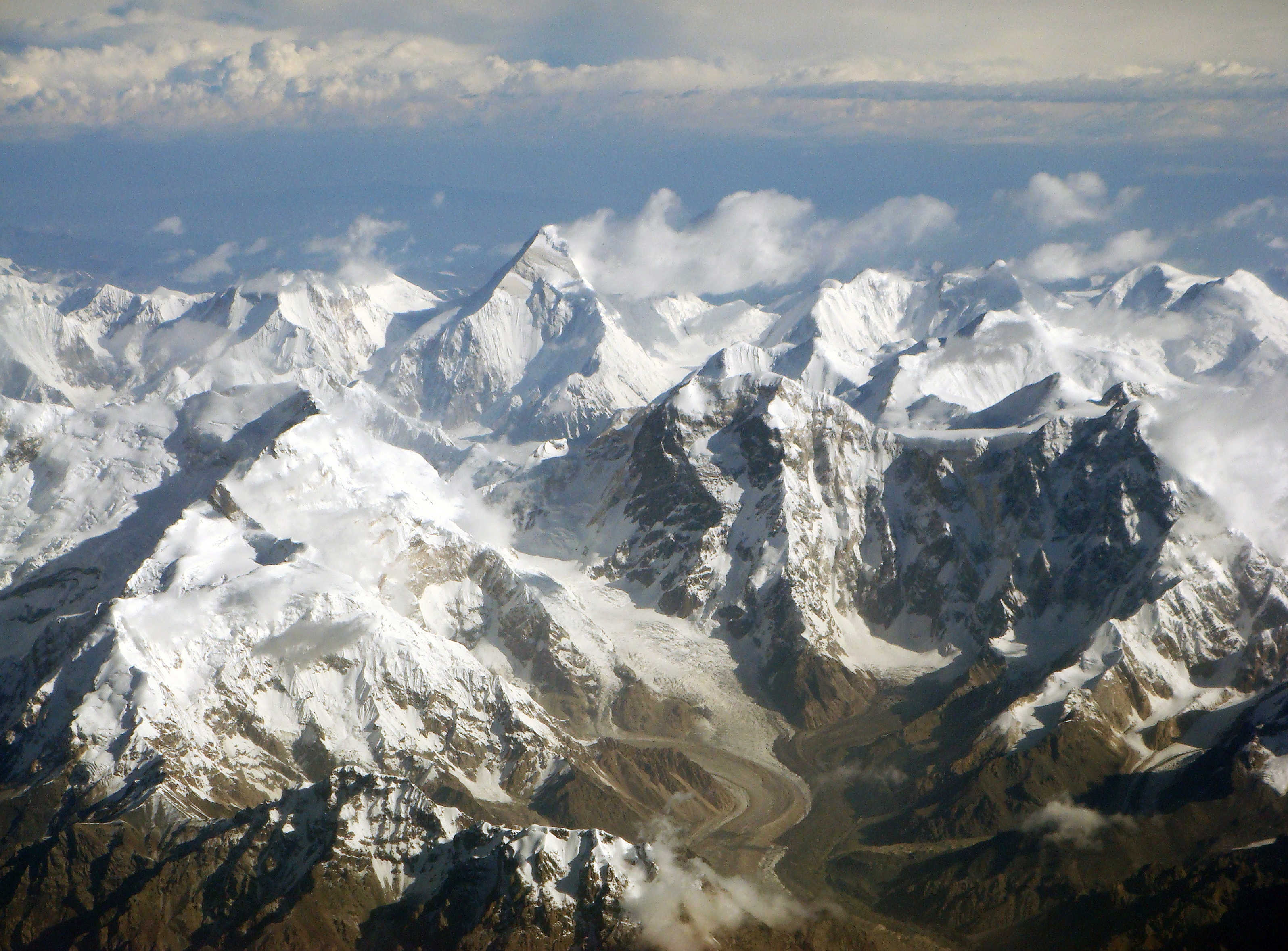
Западный Тянь-Шань

«Небе́сные го́ры (англ. The Celestial Mountains)» — на территории СНГ, занимающей 1/6 часть всей суши, находится несколько больших горных хребтов, которые тянутся вдоль южных границ СНГ: Алтай, Памир, Тянь-Шань, Кавказ и другие горные системы. Самая высокая из них — Тянь-Шань с её горными массивами, включающая несколько высочайших вершин планеты Земля, превышающих 7 тысяч метров: пик Победы и Хан-Тенгри — протянулась вдоль границы с Китаем.

## 3-я серия «Красные пустыни (англ.The Red Deserts)»

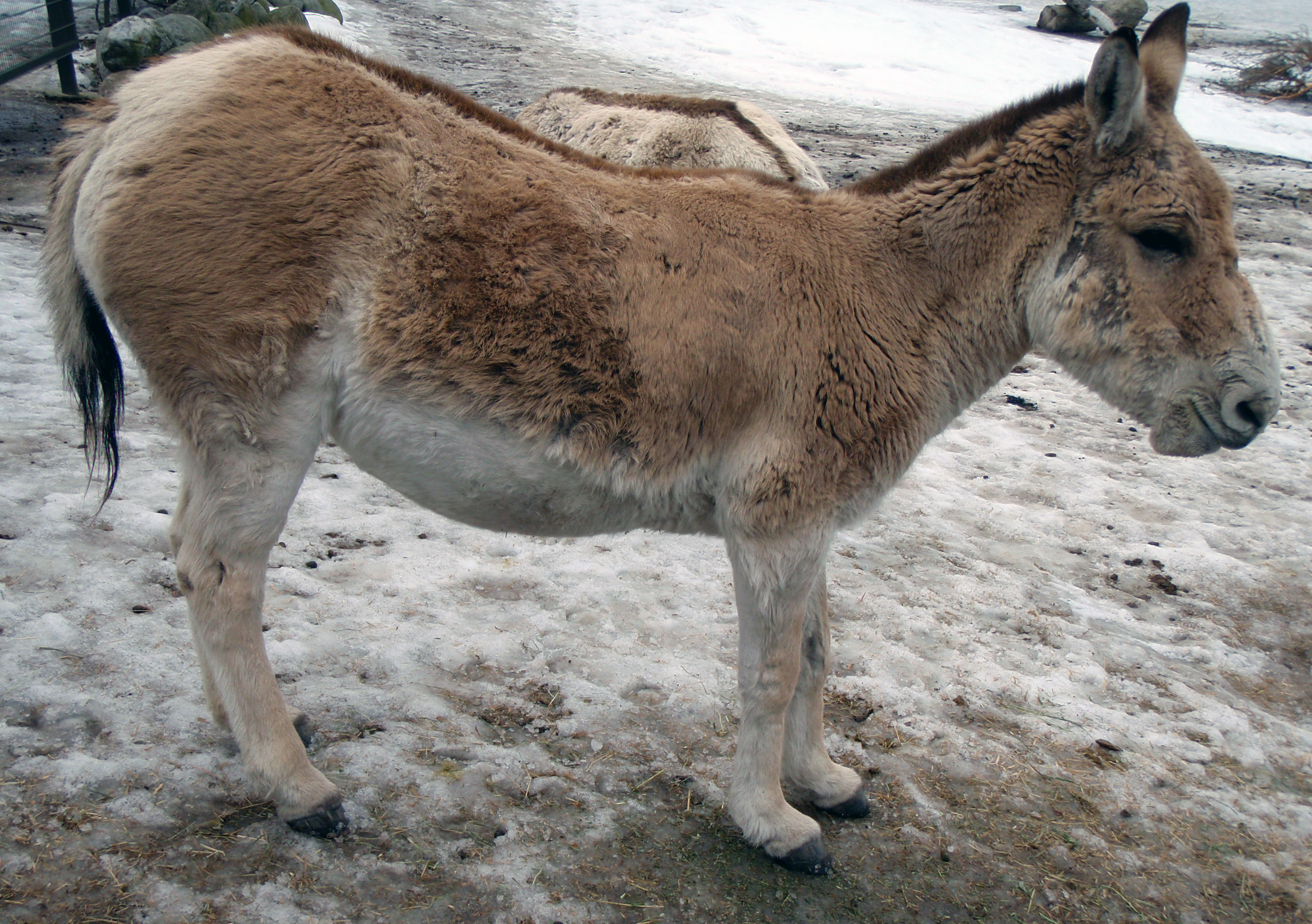
Кулан

«Красные пустыни (англ. The Red Deserts)» — пустынные земли Средней Азии, на территории которых может уместиться практически вся Западная Европа — своеобразный прототип африканской саванны, населённый вместо зебр куланами. На протяжении восьми месяцев в году пустынные земли Средней Азии практически безжизненны из-за засухи, но в короткий период летнего расцвета эта суровая земля по яркости и многоцветию не уступает самым пышным тропическим лесам.

## 4-я серия «Просторы Арктики (англ.The Arctic Frontier)»
«Просто́ры А́рктики (англ. The Arctic Frontier)» — на территории России раскинулись на 6 тысяч километров: от Баренцева моря на севере Норвегии до Берингова моря, отделяющего Сибирь от Аляски. Зимой Российская Арктика — весьма суровая и неприветливая земля. Однако под лучами, появившегося после полярной ночи солнца, Тундра оттаивает, окрашивается нежными красками, населяется тысячами перелётных птиц, которые слетаются сюда на короткое арктическое лето со всего света.

## 5-я серия «Сибирь (англ.Siberia: The Frozen Forest)»

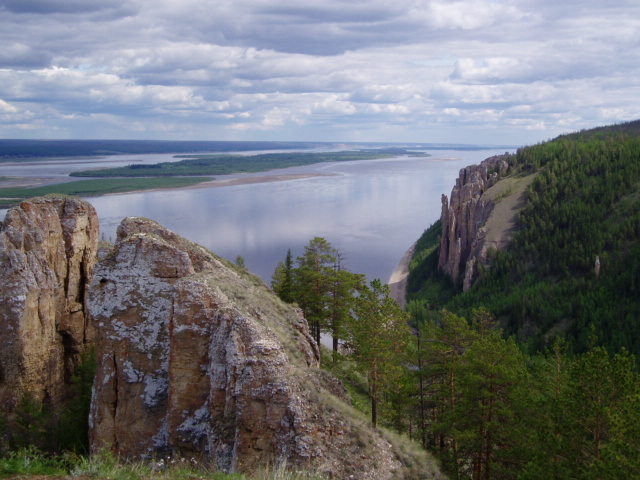
Река Лена, Сибирь

«Сиби́рь (англ. Siberia: The Frozen Forest)» — занимает бо́льшую часть территории России. На юге Сибири находится озеро Байкал, самлое глубокое озеро в мире с колоссальным запасом пресной воды и уникальной фауной.  Самое холодное место северного полушария Земли также в северо-восточной части Сибири — Якутии. Основная часть Тайги — обширного массива хвойных деревьев, простирающегося от Балтийского моря на западе до тихоокеанских берегов на востоке, самого большого леса в мире — находится в Сибири. Кроме того, на территории Сибири расположены бассейны трёх великих рек, тянущиеся на 4 тысячи километров к Северному Ледовитому океану: Енисея, Оби и Лены.

## 6-я серия «Рождённые огнём (англ.Born of Fire)»

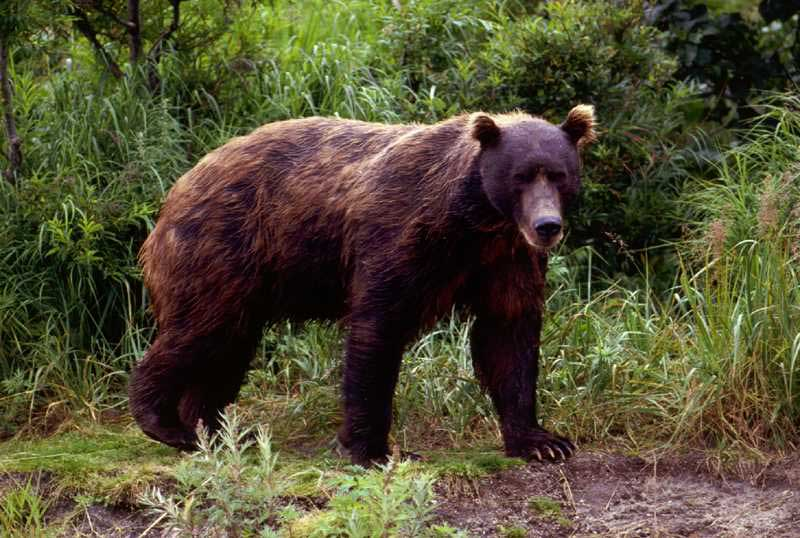
Бурый камчатский медведь весной

«Рождённые огнём (англ. Born of Fire)» — более 30 действующих вулканов, часть так называемого вулканического кольца или области вулканической активности Тихоокеанского огненного кольца, расположенной вокруг Тихого океана до Южной Америки и Антарктиды. Последняя серия документального фильма повествует о природе огнедышащего полуострова Камчатка, который с запада отделён от материка Охотским морем.

## Интересный факт
Изначально данный сериал был издан в России «СОЮЗ Видео» на трёх DVD дисках (по две серии на диске) под названием «Царство бурого медведя». Позже этот же фильм был переиздан в виде подарочного издания, состоящего из двух DVD дисков (по три серии на диске), под названием «Царство Русского Медведя». При этом материал, размещённый на DVD дисках обоих изданий, абсолютно идентичен (не отличается по содержанию).